# Avdiovizualno delo
Avdiovizualno delo je avtorski zvočni ali slikovni izdelek shranjen na nosilcu zapisa.